# Sintula spiniger
Sintula spiniger är en spindelart som först beskrevs av Balogh 1935.  Sintula spiniger ingår i släktet Sintula och familjen täckvävarspindlar. Inga underarter finns listade i Catalogue of Life.